# Алберте дьо Систерон
Албертè дьо Систерòн или Алберте дьо Сестарон, или също Сестарон, Сестерон, Сестарон и Тараскон (Albertet de Sisteron Albertet, Albertetz de Sestaro, Sestaró, Sestairó, Sestairon, Sestarron, Terascon; * 1194, Гап; † 1221, Систеро), е окситански трубадур.

## Биография
Според неговата биография той е син на благородника – пътуващ жонгльор на име Асар. Ако Алберте е известен със своя глас и мелодии, както и с нововъведенията, направени в придворните кансу, той не е толкова известен със своите стихове. Неговият приятел, трубадурът Юк дьо Лескюра възхвалява пеенето му: votz ben dir („хубавото говорене на гласа ти“). Дълбок творец, Алберте се радва на възможността да разговаря в едно цивилизовано общество. Той е свързан преди всичко с двора на принца на Оранж Раймон III дьо Бо, след това с тези на графовете на Форкалкие.
Впоследствие се мести в Ломбардия, където остава от 1210 до 1220 г. В Италия той често посещава дворовете на Савоя, Монферат, Тортона, където царуват Маласпина, Генуа и Есте във Ферара. Именно във Ферара той се запознава с Гийом Ожие Новела, Аймерик дьо Пегиян и Аймерик дьо Беланоа. В Монферат влиза в контакт с Далфи д'Алверна, Госем Феди и Пейрол.
Според архивни източници той трябва да е намерил убежище в Испания на неизвестна дата. Накрая се връща в Систерон, където умира през 1221 г. на около 27-годишна възраст.

## Творчество
Едно от най-известните произведения на Алберте е сатира за седемте дами от неговото време, включително Беатрис Савойска, съпруга на графа на Прованс. Има и тенсона между Алберте и Аймерик дьо Пегиян: N'Albertz, un chausetz tue sen. Тоѝ показва, че самият Алберте е бил наричан Албер и че много по-късно писарите са използвали умалителното му име. Той също така пише тенсона с Аймерик дьо Беланоа, възхвалява Гийом Ожие Новела и Госем Феди и почита Пейрол (споменат в една торнада).
Алберте е първият трубадур, който илюстрира на окситански език жанра «poète mal-aimé». Всичките му ранни творби се занимават с неуспехите му в любовта и с грубостта, която е претърпял от ръцете на дамите, които е ухажвал. Затова той започва да пише сервентези, където се отнася лошо с дамите, отказали му любовта си, но неговата привилегирована цел е Беатрис Савойска. Навремето живеят три дами с името Беатрис: в допълнение към Беатрис Савойска, съпруга на Раймон Беренгер IV, последен граф на Форкалкие, са и Беатрис от Виеноа, която живее в Дофине, и Беатрис дел Карето, дама от Монферат, която успешно ухажва Рамбо дьо Вакейрас.
Въпреки че е сигурно, че Пейрол пее творбите си, е също известно, че Алберте моли дамата си да ги научи, без съмнение с надеждата да ги направи по-известни чрез своето пеене и актьорско майсторство. Въпреки репутацията му на музикант, оцеляват само две негови кансу (Mos coratges m'es camjatz e A! mi no fai chantar foilla ni flors), включително с цялата мелодия, докато друга (En mon cor ai un aital encobida) оцелява само частично. Има друга композиция – descort, озаглавена Bel m'es oimais, без музикални ноти в ръкописа си, но която би могла да бъде модел за строфичната Lai Bel m'est li tans на трубадура Колен Мюсе.
Всяка известна композиция на Алберте е различно музикално произведение, но като цяло той остава консервативен, пишейки с десетичен интервален ритъм, сричков с мелизми само в края на фразите. Mos coratges е класически, но богато украсен; En cor mondi изглежда е написан от някой друг, а A! mi no fai chantar, сложен и фин, е написан в прост стил, но с уникални интервали и фрази.
Алберте е и теоретик на поетичния език. В своя тансона си представя, че говори с монах, който се хвали с поетичните качества на френския език, докато възхвалява тези на окситанския език. Този анализ е близък до този, направен от Марк Корнелий Фронто за предимствата на гръцкия и латинския, както и този на Данте за сравнението между италианския и френския.
Той е единственият трубадур, който използва повторно структурата на Carros, написана от Рамбо дьо Вакейрас, която се представя с кансу от девет кобли (строфи) и две торнади. Тези coblas singulars са съставени от петнадесет стиха с различна дължина, последвани от торнади, които  подемат римите на трите последни стиха от последната кобла.
Оцелели са двадесет и три негови поезии. Четири ръкописа на негови творби, преписани през 13 век в Падуа и Венеция, се намират в Националната библиотека:
- A mi no fai chantar[2]
- Bel m'es oimais [19]
- N' Albertz, un chausetz tue sen .
- Mos coratges m'es camjatz
- A! mi no fai chantar foilla ni flors
- En mon cor ai un aital encobida